# Finnur Jónsson (filolog)
 Der er flere personer med dette navn, se Finnur Jónsson.
Finnur Jónsson (født 29. maj 1858 på Akureyri i det nordlige Island, død 30. marts 1934 på Frederiksberg) var en islandsk født dansk filolog.
Hans fader Jón Jónsson Borgfirðingur (1826-1912) var en ivrig bogsamler med litterære interesser og skrev en historisk afhandling om bogtrykkerkunsten på Island (Prentsmiðjusaga [1867]) og et kortfattet bibliografisk og biografisk arbejde om islandske forfattere i tiden fra 1400 til 1882 (Rithöfundatal [1882]).

## Liv
Han var søn af bogbinder Jón Jónsson Borgfirðingur og Anna Guðrún Eiríksdatter. I 1865 flyttede han med forældrene til Reykjavik, da hans fader, der her kom til at tjene sit brød som politibetjent, men som i øvrigt var en ivrig bogsamler og ikke ubekendt autodidaktisk litterat, ville lade sine sønner nyde godt af den frie Latinskoleundervisning med tilhørende stipendier.
Finnur Jónsson blev student fra Reykjavik Latinskole i 1878 og blev ved Københavns Universitet cand. phil. i 1883. Han kastede sig derefter udelukkende over studiet af Islands gamle sprog og litteratur, et emne som han allerede som student havde syslet med. I 1884 vandt han den filosofiske doktorgrad for sin afhandling Kritiske Studier over en Del af de ældste norske og islandske Skjaldekvad. Han fortsatte sine studier og virkede som privatdocent ved Københavns Universitet, til han 1887 blev ansat som midlertidig docent i nordisk sprog og litteratur for en treårig periode. Den 7. november 1885 giftede han sig med Emma Heraczek, datter af hofsværdfeger Heraczek i København.
I 1898 fik han fast ansættelse som professor. Samme år blev han medlem af det danske Videnskabernes Selskab.
Han blev dr. litterarum islandicarum i Reykjavik 1921, vicepræsident i Det kongelige Nordiske Oldskriftselskab 1924 og æresdoktor ved universitetet i Kiel 1929. På 70-årsdagen modtog han et festskrift med bidrag fra et halvt hundrede fagfæller fra alle Nordens lande.

## Fornem kildeudgiver
Finnur Jónsson var udrustet med en overordentlig arbejdsevne og energi og meget rig forfatter- og udgivervirksomhed. Han var en fremragende håndskriftlæser og leverede kritiske udgaver af en mængde islandske oldskrifter.
Hans udgaver udmærker sig ved kritisk sondring imellem de forskellige håndskrifter og nøjagtig gengivelse af de bedste af disse samt ved en grundig fortolkning af versene og flere praktiske hjælpemidler. Den oldislandske og oldnorske digtning vedblev at være hans særlige studieområde, og han offentliggjorte navnlig i Aarbøger for nordisk Oldkyndighed og i Arkiv for nordisk Filologi resultaterne af talrige undersøgelser om forskellige spørgsmål vedrørende den.
Blandt hans omfattende kildeudgivelser kan nævnes Egils saga Skallagrimssonar (1886-88, der også udkom i en tysk kommenteret udgave), »Íslendingabók« (1887), Sæmundar edda (1888-90), »Heimskringla« (1893-1901), Kringla og Jöfraskinna« (1895), fire oldislandske Rimur (1896), en fototypisk og diplomatisk udgave af den ældre Edda (1891, med professor Ludvig Wimmer), Hauksbók (1892-96, med Eiríkur Jónsson), Fagrskinna (1902-03), Njála (1908), Íslenskt málskáttasafn (1920), Konungs Skuggsjá (1920—21) med flere. Hans største udgiverarbejde er imidlertid hans udgivelse af Den norsk-islandske skjaldedigtning (1908-15), hvor han har samlet alt, hvad der findes bevaret af skjaldedigtningen til tiden omkring 1400. Dette værk er i to afdelinger, hvoraf den ene indeholder nøjagtig tekst efter håndskrifterne, den anden rettet tekst med tolkning.
Et andet stort udgiverarbejde var hans »Rimnasafn« (1905, fortsættes), en samling af de ældste islandske rimer.
Desuden har han forøget og på ny udgivet Sveinbjörn Egilssons berømte ordbog over det norsk-islandske skjaldesprog, Lexicon poeticum (1912-15); det er en fuldstændig omarbejdet udgave.

## Den oldnorske og oldislandske litteraturs historie
Hans hovedværk var vel nok Den oldnorske og oldislandske Litteraturs Historie I-III bind, 1894—1902, ny udgave 1920 flg., der er lige så udtømmende, som den er grundig, og en uundværlig håndbog for alle, der vil beskæftige sig med den oldislandske og oldnorske litteratur. Han har også skrevet en kortere fremstilling af den samme litteratur på islandsk (Bókmentasaga endinga [1904-05]) og på dansk (Den islandske Litteraturs Historie [1907]). Blandt hans senere litteraturhistoriske arbejder bør nævnes Udsigt over den norsk-islandske Filologis Historie (1918).
Af hans grammatikalske arbejder kan nævnes Det norsk-islandske Skjaldesprog omkr. 800-1300 (1901), Islandsk Sproglære (1905) og Málfræði islenskrar tungu (1908). Af meget talrige afhandlinger må særlig fremhæves "De ældste Skjalde og Kvad" (i Aarbog for nordisk Oldkyndighed 1895) i anledning af professor Sophus Bugges bog om den ældste skjaldedigtnings historie, Tilnavne i den islandske Oldlitteratur (sammesteds 1907), Oldislandske Ordsprog og Talemaader i Arkiv for nordisk Filologi XXX samt islandske gårdnavne, Bæjanöfn à Íslandi (i: Safn til Sögu Íslands IV).

## Arkæologisk udgravning på Island
Somrene 1907-09 foretog han sammen med kaptajn Daniel Bruun på Carlsbergfondets bekostning udgravninger af nogle ruiner (templer o. l.) på Island, hvorom de har offentliggjort afhandlinger i Aarbog for nordisk Oldkyndighed og i Videnskabernes Selskabs Forhandlinger.

## Senere års virke
Blandt hans senere arbejder må nævnes: Norsk-islandske Kultur- og Sprogforhold i 9. og 10. Aarhundrede. (1921), Ordbog til de af Samfundet til Udgivelse af gammel nordisk Litteratur udgivne Rimur (1926-28), og kritiske udgaver af Hallgrímur Pjetursson, Passíusálmar (1924); Landnámabók Islands (1925). Færeyinga saga, den islandske saga om færingerne (1927).
Han blev Ridder af Dannebrogordenen 1906, Dannebrogsmand 1919 og Kommandør af 2. grad 1925.
Han er begravet på Assistens Kirkegård.

## Forfatterskab
- Finnur Jónsson: Stutt íslenzk bragfræði (1884)
- Finnur Jónsson: Kritiske studier over en del af de ældste norske og islandske skjaldekvad (1884)
- Finnur Jónsson: Islands grammatiske Litteratur i Middelalderen (1886)
- Finnur Jónsson: Íslendingabóc es Are prestr Thorgilsson gørthe (1887)
- Finnur Jónsson: Egils Saga Skallagrímssonar tillige med Egils större Kvad (1886-1888)
- Finnur Jónsson: Edda Saemundar (1891)
- Finnur Jónsson: Ágrip af bókmenntasögu Íslands (1891)
- Finnur Jónsson: Hauksbók udgiven efter de Arnamagnaeanske håndskrifter No. 371, 544 og 675, 4o samt forskellige papirshåndskrifter Arkiveret 7. oktober 2014 hos  Wayback Machine (1892-1896)
- Finnur Jónsson: Carmina norrœna (1893)
- Finnur Jónsson: Den oldnorske og oldislandske Litteraturs Historie: Bd 1 (1894)
- Finnur Jónsson: De bevarede brudstykker af skindbøgerne Kringla og Jöfraskinna: i fototypisk gengivelse (1895)
- Finnur Jónsson: Heimskringla: De bevarede brudstykker af skindbögerne Kringla og Jöfraskinna i fototypisk gengivelse (1895)
- Finnur Jónsson: Fernir forníslenskir rímnaflokkar (1896)
- Finnur Jónsson: De ældste skjalde og deres kvad (1896)
- Finnur Jónsson: Sigvat skjald Tordsson: et livsbillede B.2 I (1901)
- Finnur Jónsson: Edda Snorra Sturlusonar (1900)
- Finnur Jónsson: Det norsk-islandske skjaldesprog omtr. 800-1300. B.2 I (1901)
- Finnur Jónsson: Den oldnorske og oldislandske litteraturs historie. B.2 I (1894-1902)
- Finnur Jónsson: Gylfaginning: Den gamle nordiske gudelære (1902)
- Finnur Jónsson: Fagrskinna: Nóregs kononga tal (1902) Arkiveret 16. marts 2016 hos  Wayback Machine
- Finnur Jónsson: Egil Skallagrimsson og Erik Blodökse höfuðlausn (1903) 2. udgave 1924, tysk Arkiveret 24. september 2015 hos  Wayback Machine
- Finnur Jónsson: Bókmentasaga Íslendínga fram undir siðabót (1904)
- Finnur Jónsson: Omrids af det islandske sprogs formlære i nutiden (1905)
- Finnur Jónsson: Den islandske litteratur historie tilligemed den oldnordiske (1907)
- Finnur Jónsson: Málfræði íslenskrar túngu og helstu atriði sögu hennar (1908)
- Finnur Jónsson: Den norsk-islandske skjaldedigtning. A, Tekst efter handskrifterne (1908)
- Finnur Jónsson: Tilnavne i den islandske oldlitteratur (1908)
- Finnur Jónsson: Rímnasafn. Samling af de ældste islandske rimer (1905-1912)
- Finnur Jónsson: Heimskringla (1911) Arkiveret 24. september 2015 hos  Wayback Machine
- Finnur Jónsson: Yngligasaga (1912)
- Finnur Jónsson: Sagaernes lausavísur (1912)
- Finnur Jónsson: Atlakviða (1912)
- Finnur Jónsson: Den norsk-islandske skjaldedigtning. B, Rettet Tekst. Bd 1 (1912)
- Finnur Jónsson: Lægekunsten i den nordiske oldtid (1912)
- Finnur Jónsson: Carmina Scaldica: Udvalg af norske og islandske skjaldekvad (1913)
- Finnur Jónsson: Goðafræði norðmanna og íslendinga eftir heimildum (1913)
- Finnur Jónsson: Orðakver: Einkum til leiðbeiningar um rjettritun (1914)
- Finnur Jónsson: Den norsk-islandske skjaldedigtning. A, Tekst efter handskrifterne, Bd 2, 1200-1400 (1914-1915)
- Finnur Jónsson: Eirspennil: Nóregs konunga sogur, Magnús góði, Hákon gamli (1916)
- Finnur Jónsson: Gunnlaugs saga ormstungu (1916)
- Finnur Jónsson: Strödda uppsatser. 2 (1900-1917)
- Finnur Jónsson: Det islandske sprogs historie i kort omrids (1918)
- Finnur Jónsson: Udsigt over den norsk-islandske filologis historie (1918)
- Finnur Jónsson: Jón Arasons religiøse digte (1918)
- Finnur Jónsson: Edda Snorra Sturlusonar (1920)
- Finnur Jónsson: Islandske læsestykker med forklaringer. B.1-2 (1918-1920)
- Finnur Jónsson: Konungs skuggsjá: Speculum regale (1920)
- Finnur Jónsson: Den oldnorske og oldislandske litteraturs historie. Bd. 1 (1920)
- Finnur Jónsson: Íslenskt málsháttasafn (1920)
- Finnur Jónsson: Norsk-islandske kultur- og sprogforhold i 9. og 10. årh. (1921)
- Finnur Jónsson: Den islandske saga (1921)
- Finnur Jónsson: Sigvat Skjald Tordson.: Et livsbillede (1921)
- Finnur Jónsson: Rímnasafn: samling av de ældste islandske rimer. Bd. 1. (1905-1922)
- Finnur Jónsson: Rímnasafn: samling av de ældste islandske rimer. Bd. 2. (1913-1922)
- Finnur Jónsson: Den oldnorske og oldislandske litteraturs historie. (1920-1924)
- Finnur Jónsson: Den oldnorske og oldislandske litteraturs listorie. Bd. 2. (1923)
- Finnur Jónsson: Hávamál: tolket af Finnur Jónsson (1924)
- Finnur Jónsson: Interpretation of the Runic inscriptions from Herjolfsnes (1924)
- Finnur Jónsson: Nordiske pilegrimsnavne i broderskabsbogen fra Reichenau (1924)
- Finnur Jónsson: Grammatik for det islandske oldspråk (1925)
- Finnur Jónsson: Alexanders saga (1925) Arkiveret 7. oktober 2014 hos  Wayback Machine
- Finnur Jónsson: Edda (1926)
- Finnur Jónsson: Kongespejlet (1926)
- Finnur Jónsson: Ordbog til de af Samfund til udg. af gml. nord. litteratur udgivne rimur samt til de af O. Jiriczek udgivne Böksarímur (1926) Arkiveret 4. marts 2016 hos  Wayback Machine
- Finnur Jónsson: Færeyingasaga: den islandske saga om Færingerne (1927)
- Finnur Jónsson: Helgensagaer (1927)
- Finnur Jónsson: Gorm og Tyra: Danmarkar bót (1927)
- Finnur Jónsson: Málfrœðinnar grundvöllr (1927)
- Finnur Jónsson: Óláfr Þórðarson: Málhljóða og Málskrúðsrit, Grammatisk-retorisk afhandling (1927) Arkiveret 24. september 2015 hos  Wayback Machine
- Finnur Jónsson: Carmina Scaldica udvalg af norske og islandske skjaldekvad Arkiveret 8. maj 2007 hos  hos National and University Library of Iceland (1929)
- Finnur Jónsson: Gisla saga Súrssonar (1929)
- Finnur Jónsson: Íslendingabók Arkiveret 8. maj 2007 hos  hos National and University Library of Iceland. (1930)
- Finnur Jónsson: Flateyjarbók: (Codex Flateyensis). Ms.no.1005 fol. in the old royal collection in the Royal Library of Copenhagen. Photolithographic reproduction. With an introd. by Finnur Jónsson (1930)
- Finnur Jónsson: Ævisaga Árna Magnússonar (1930)
- Finnur Jónsson: Island fra sagatid til nutid (1930)
- Finnur Jónsson: Rune inscriptions from Gardar (1930)
- Finnur Jónsson: Det gamle Grønlands beskrivelse af Ívar Bárdarson (1930)
- Finnur Jónsson: Snorre Edda (1931) Arkiveret 3. juli 2015 hos  Wayback Machine
- Finnur Jónsson: Lexicon poeticum antiquae linguae septentrionalis: ordbog over det norsk-islandske skjaldesprog (1931)
- Finnur Jónsson: Saga Óláfs Tryggvasonar af Oddr Snorrason Munk (1932) Arkiveret 24. september 2015 hos  Wayback Machine
- Finnur Jónsson: De gamle eddadigte (1932) Arkiveret 1. december 2014 hos  Wayback Machine
- Finnur Jónsson: Austrfararvísur (1932)
- Finnur Jónsson: Flóamannasaga (1932)
- Finnur Jónsson: De gamle Eddadigte (1932) Arkiveret 1. december 2014 hos  Wayback Machine
- Finnur Jónsson: Den islandske grammatiks historie til o. 1800 (1933) Arkiveret 24. september 2015 hos  Wayback Machine
- Finnur Jónsson: Bandamannasaga med Oddsþáttr: Olkofra þáttr (1933)
- Finnur Jónsson: Seks afhandlinger om eddadigtene (1933)
- Finnur Jónsson: Tekstkritiske bemærkninger til Skjaldekvad (1934)
- Finnur Jónsson: Vatnsdælasaga (1934)
- Finnur Jónsson: Ævisaga Finns Jónssonar eftir sjálfan hann (1936)
- Finnur Jónsson: Lexicon poeticum antiquæ linguæ septentrionalis (1966)  Arkiveret 12. december 2015 hos  Wayback Machine
- Finnur Jónsson: Den norsk-islandske skjaldedigtning. A, Tekst efter håndskrifterne, Bd 1, 800-1200 (1967) Arkiveret 24. september 2015 hos  Wayback Machine Arkiveret 24. september 2015 hos  Wayback Machine
- Finnur Jónsson: Den norsk-islandske skjaldedigtning. B, Rettet tekst, Bd 1, 800-1200 (1973) Arkiveret 24. september 2015 hos  Wayback Machine Arkiveret 24. september 2015 hos  Wayback Machine

### På internettet
- Finnur Jónsson: "Mytiske forestillinger i de ældste skjaldekvad" (Arkiv för nordisk filologi, Nionde Bandet. Ny följd. Femte Bandet; Lund 1893) Arkiveret 12. oktober 2008 hos  Wayback Machine
- Finnur Jónsson: "I anledning af prof. H. Olriks afhandling: Knud den hellige i de ældre kildeskrifter" (Historisk Tidsskrift, 7. række, Bind 3; 1900)
- Finnur Jónsson: "Jomsvikingerne" (Historisk Tidsskrift, 8. række, Bind 3; 1910) Arkiveret 4. marts 2016 hos  Wayback Machine
- (Webside ikke længere tilgængelig)
- Finnur Jónsson: "Rögnvald jarls Jorsalfærd" (Historisk Tidsskrift, 8. række, Bind 4; 1912)